# Психоделическая музыка
Психоделическая музыка — общее название музыки, имеющей непосредственное отношение к психоделии.
Пионерами современной психоделической музыки принято считать 
такие группы и исполнителей, как King Crimson, The Byrds, Grateful Dead, Jefferson Airplane, Jimi Hendrix, Pink Floyd, The Doors, частично The Beatles и другие коллективы, связанные с субкультурой хиппи. 
Подобные проекты принято относить к жанру психоделический рок, а с распространением 
электронной музыки жанр стал куда более многообразным. От стержневой культуры гоа-транса 
в середине 1990-х отпочковался так называемый психоделический транс (характерные 
представители — израильские проекты Infected Mushroom, Astrix), возник 
жанр «психоделический эмбиент» (или psybient, характерные 
представители — Shpongle, Bluetech, Shulman, Entheogenic) и другие.
Часто под термином психоделическая музыка подразумевается только психоделический рок.
Психоделической музыкой считаются, в частности:
- Психоделический рок
  - Кентерберийская сцена
  - Краут-рок
- Психоделический транс
- Психоделический эмбиент
- Психоделический фолк
- Психоделический поп
- Психоделический фанк
- Психоделический соул